# Élisabeth Depardieu
Élisabeth Depardieu, nacida Élisabeth Guignot (París, 5 de agosto de 1941), es una actriz francesa. 
Se casó con Gérard Depardieu el 19 de febrero de 1971 con quien tuvo dos hijos:  Guillaume y Julie Depardieu, y apareció en 1986 en la película Jean de Florette.
Se divorciaron en 1996.

## Filmografía
- Ceci est mon corps (2001).
- Innocent (1998).
- Le Garçu (1995).
- Jean de Florette (1986).
- Manon des sources (Jean de Florette 2ª parte) (1986).
- On ne meurt que deux fois (1985).
- Le Tartuffe (1984) .